# Église Saint-Michel de Villeroge
Pour les articles homonymes, voir église Saint-Michel.
L'église Saint-Michel de Villeroge (en catalan : Sant Miquel de Vila-Roja) est une église romane située dans le hameau de Villeroge, à Coustouges, dans le département français des Pyrénées-Orientales.

## Localisation
L'église Saint-Michel est située au cœur du village de Villeroge. Par sa position, elle est la deuxième église la plus méridionale de la France continentale, juste derrière l'église Sainte-Christine de Lamanère et devant l'église Saint-Sauveur de Lamanère, toutes deux situées à proximité.

## Architecture

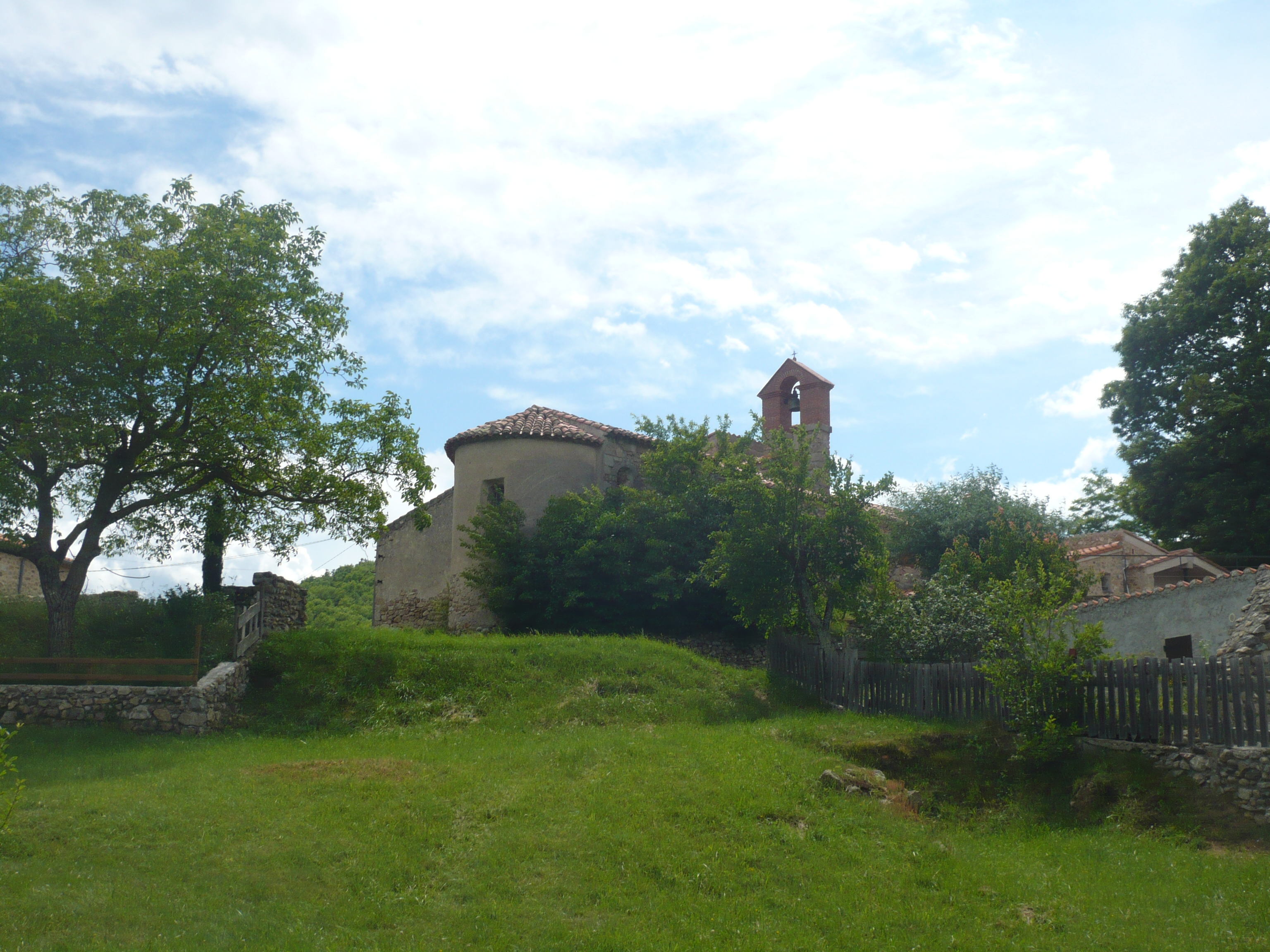
Vue depuis le nord-est
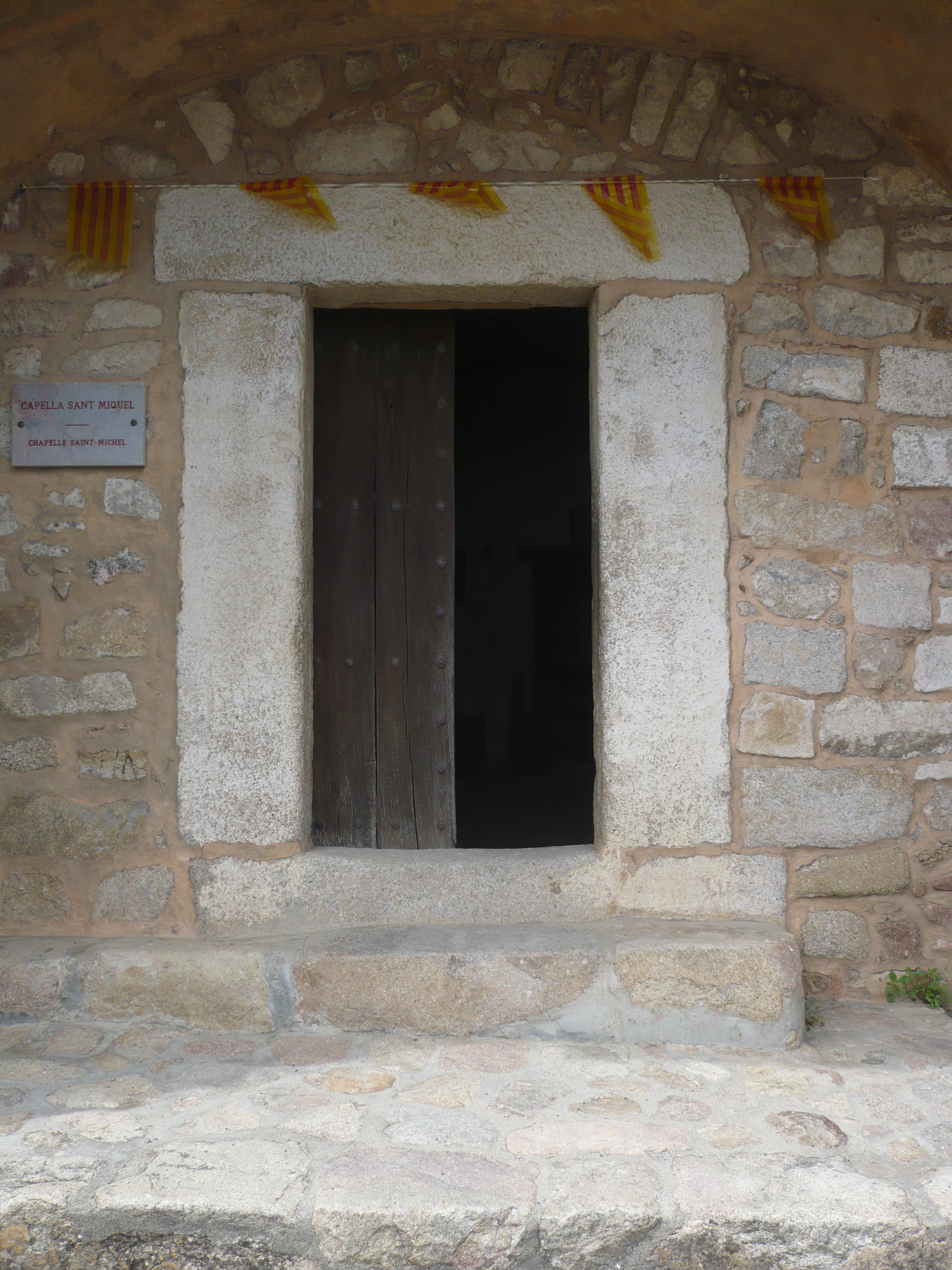
Le portail
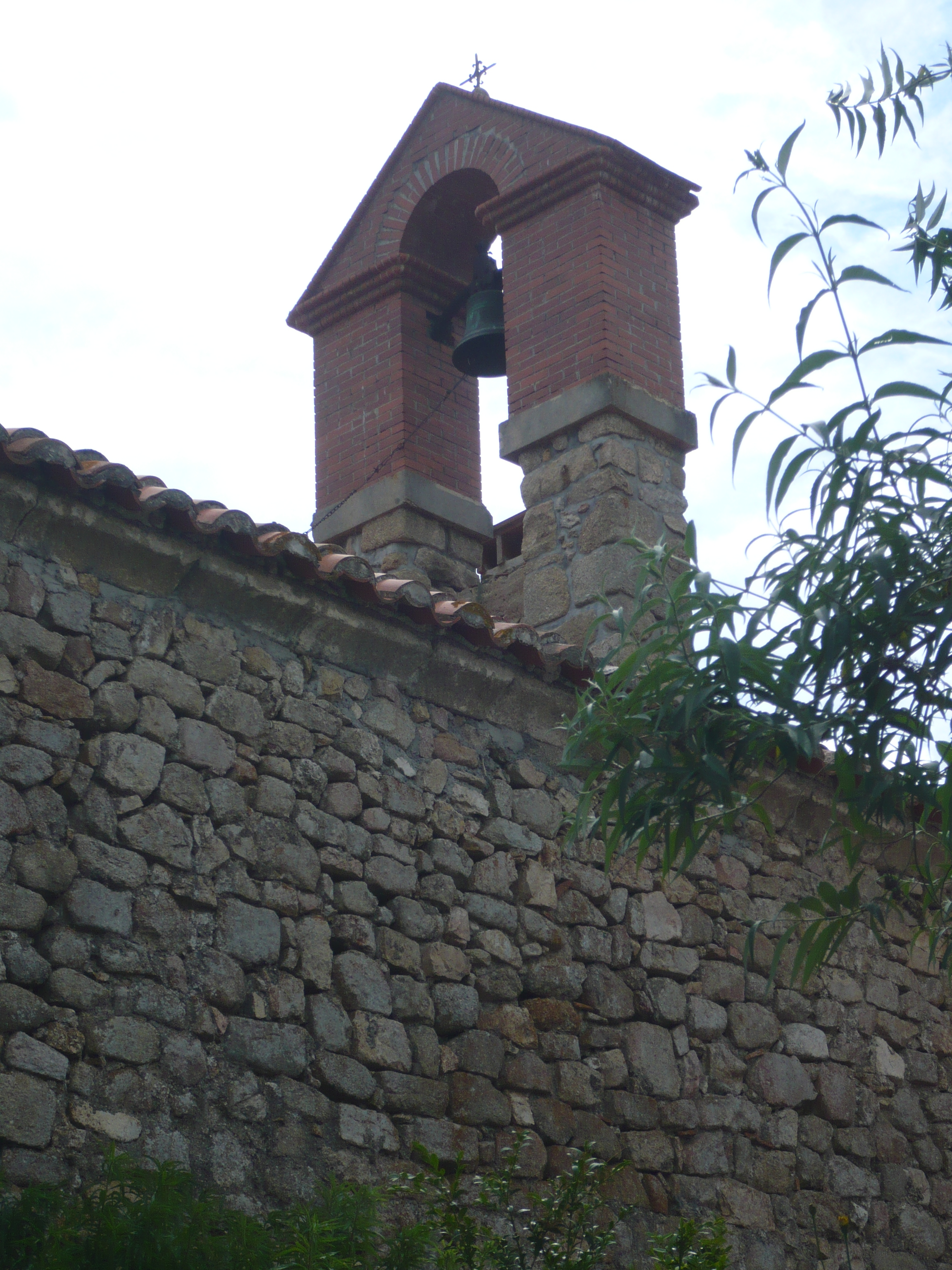
Le clocher
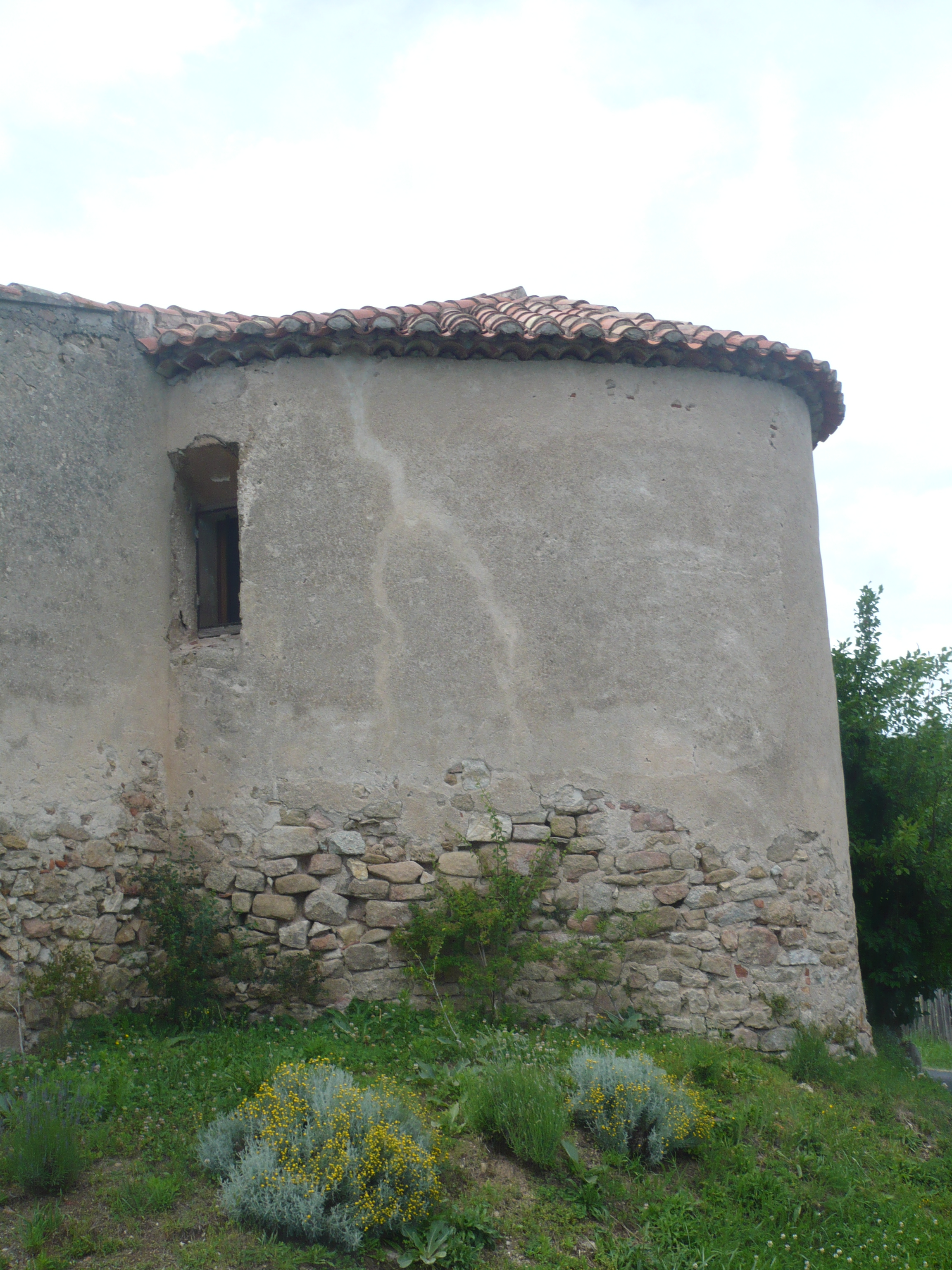
L'abside

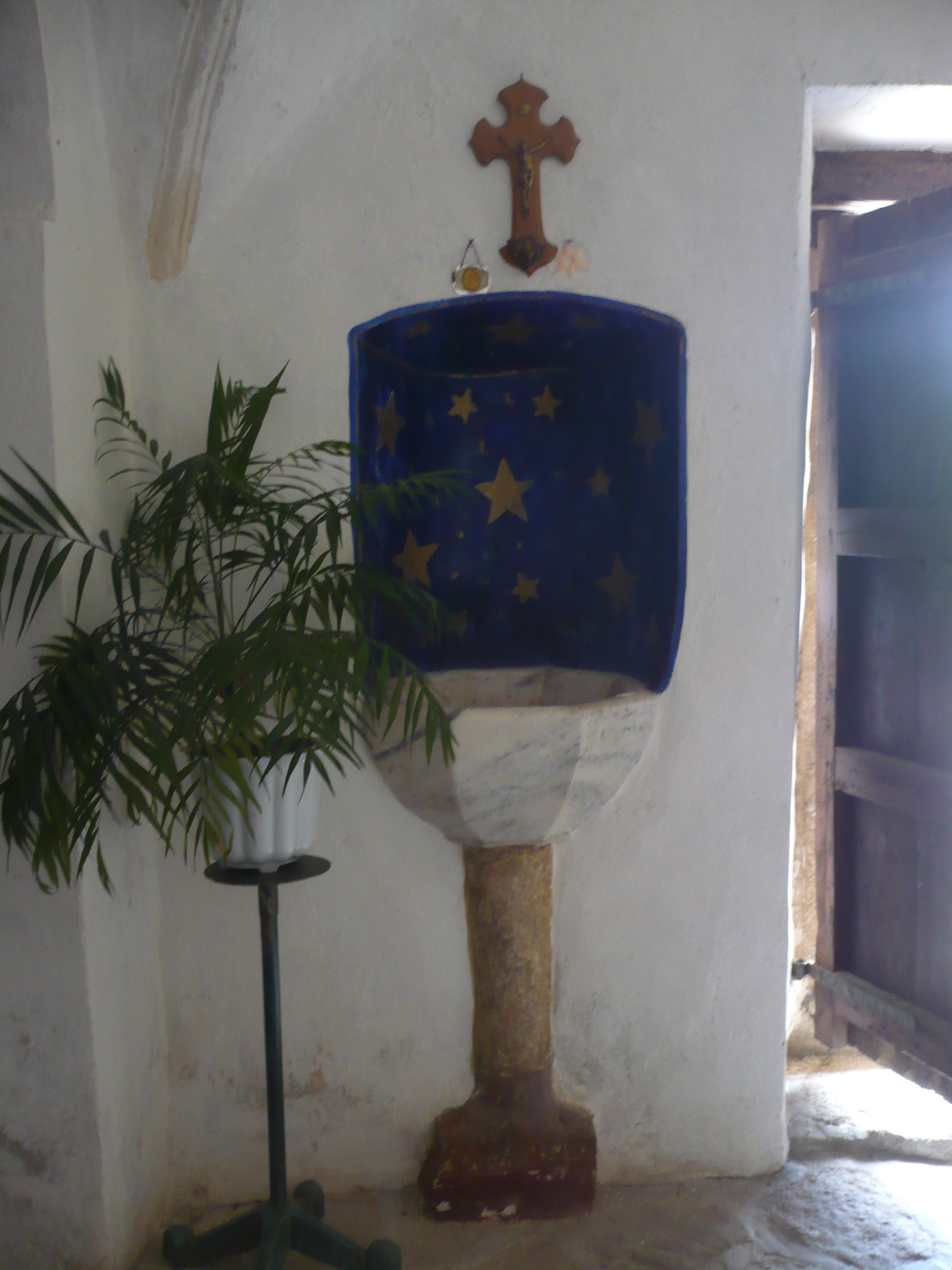
Le bénitier
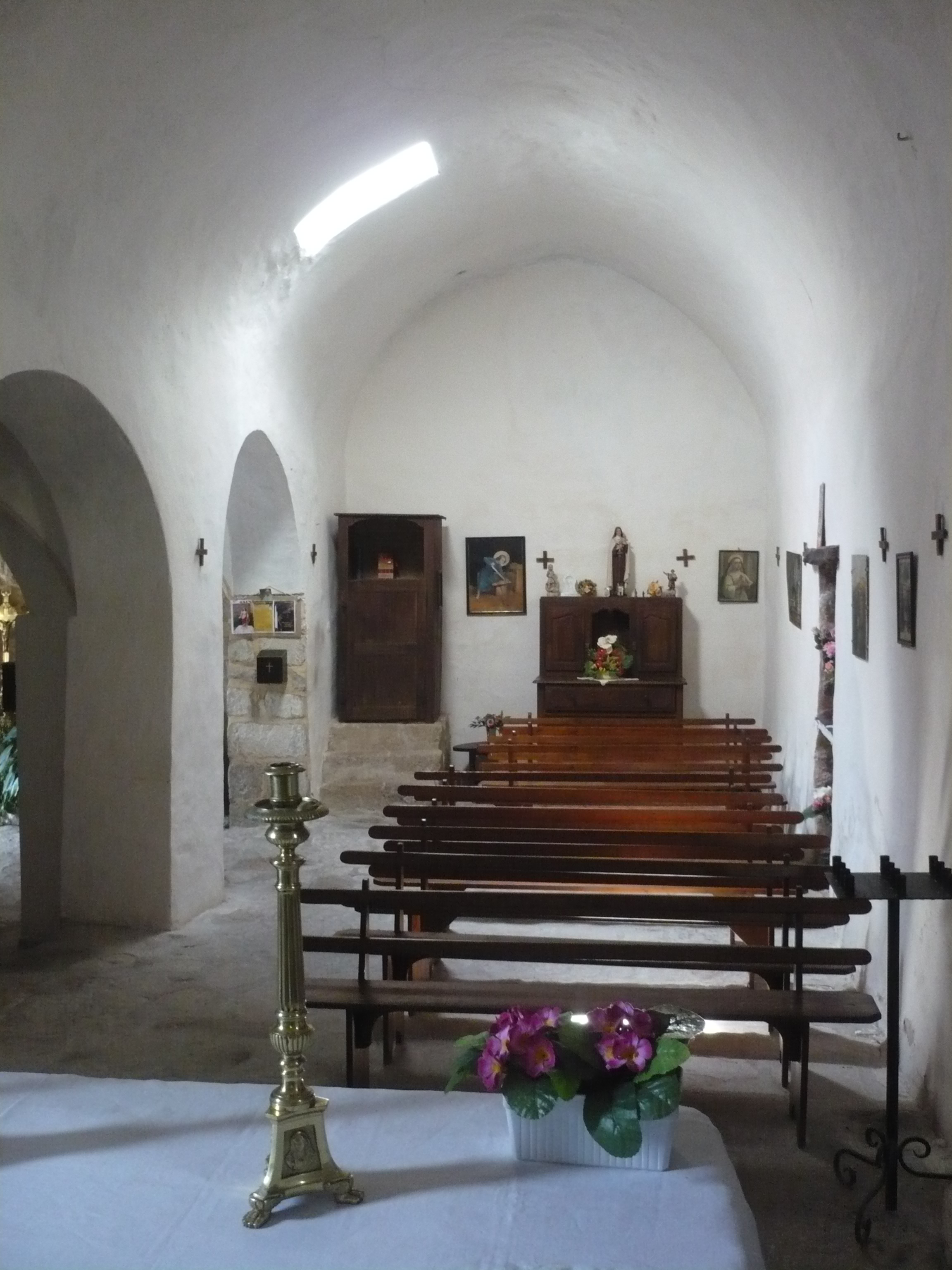
Nef vue depuis l'autel
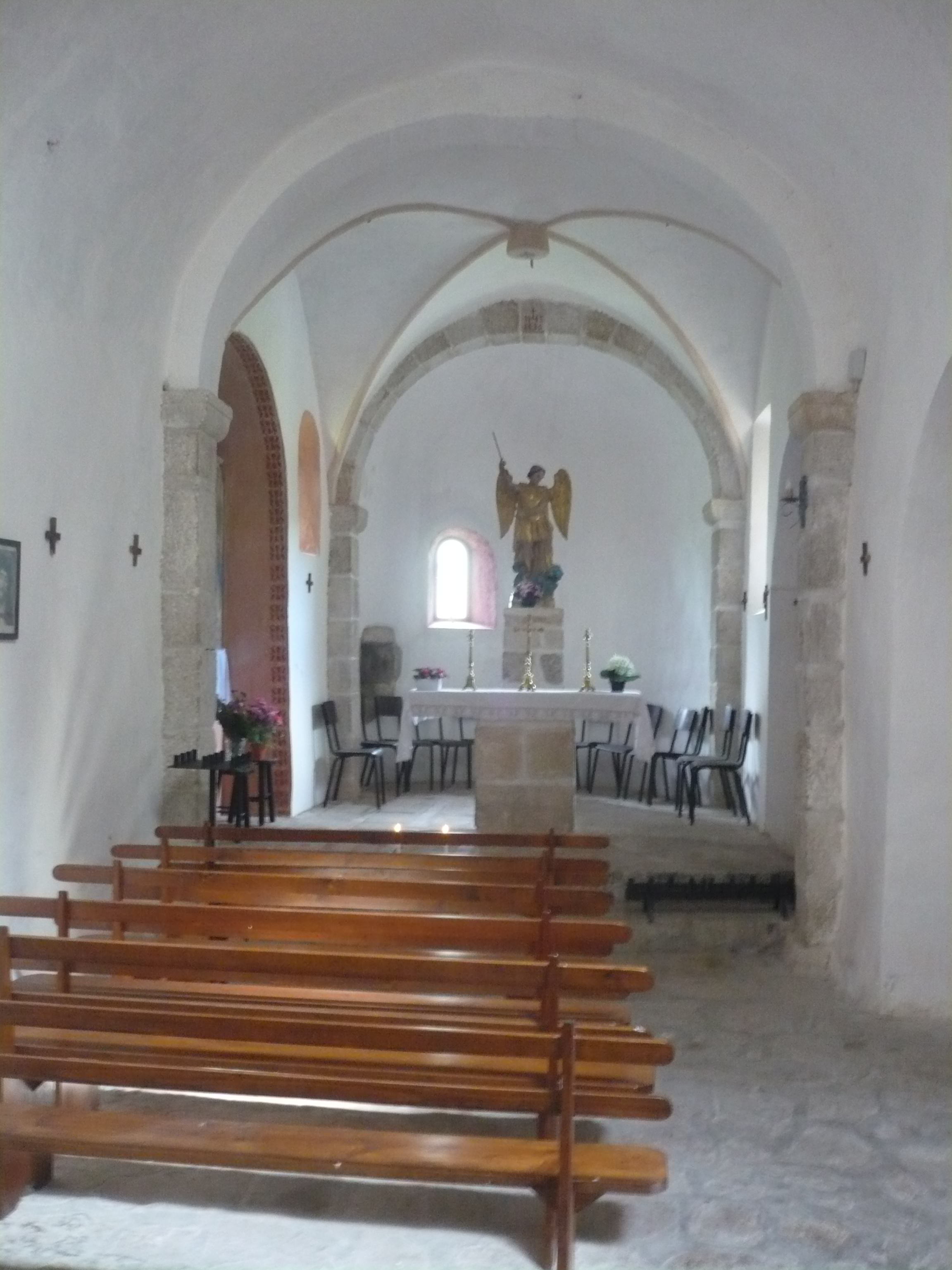
Nef vue depuis le fond
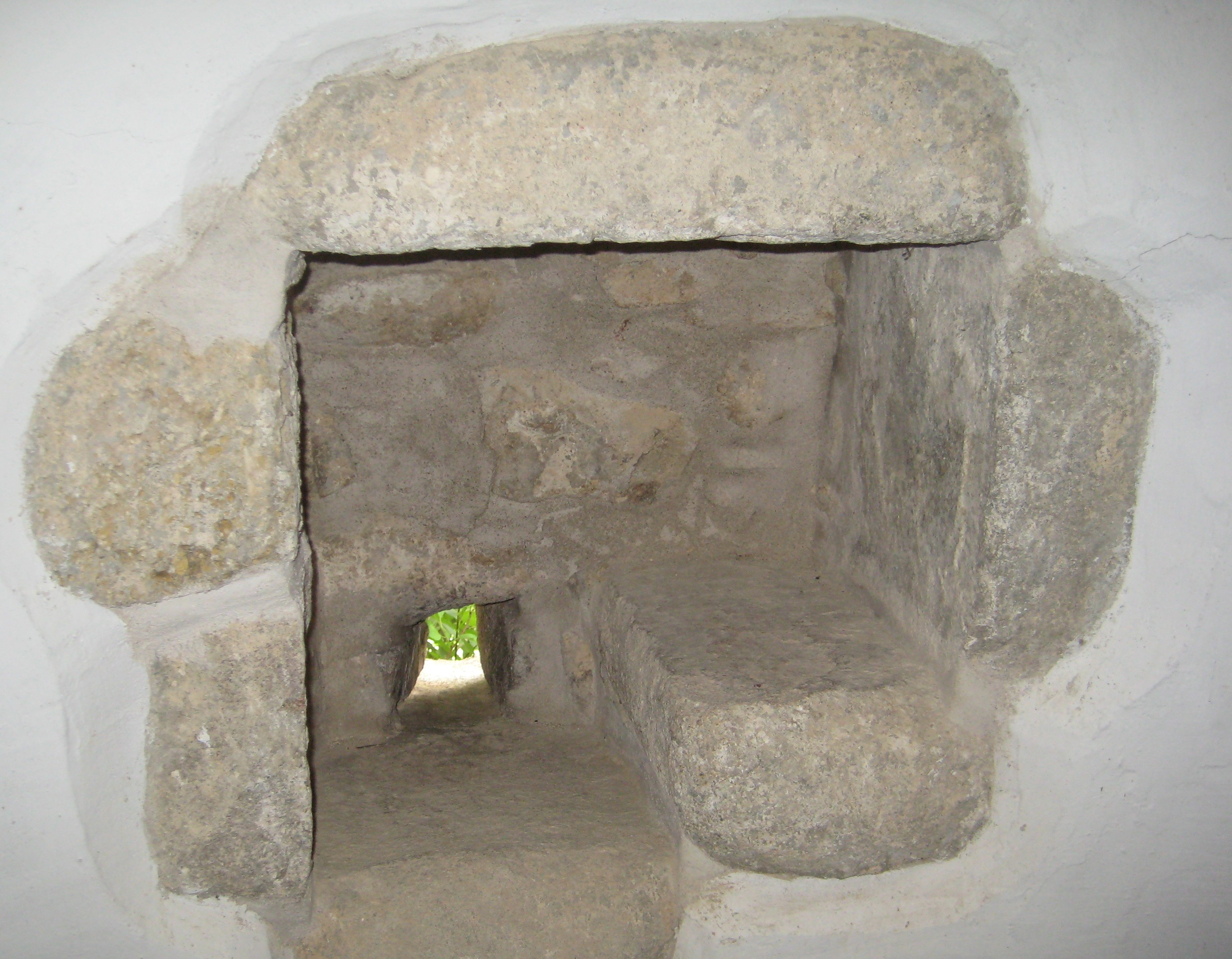
Niche dans le mur nord
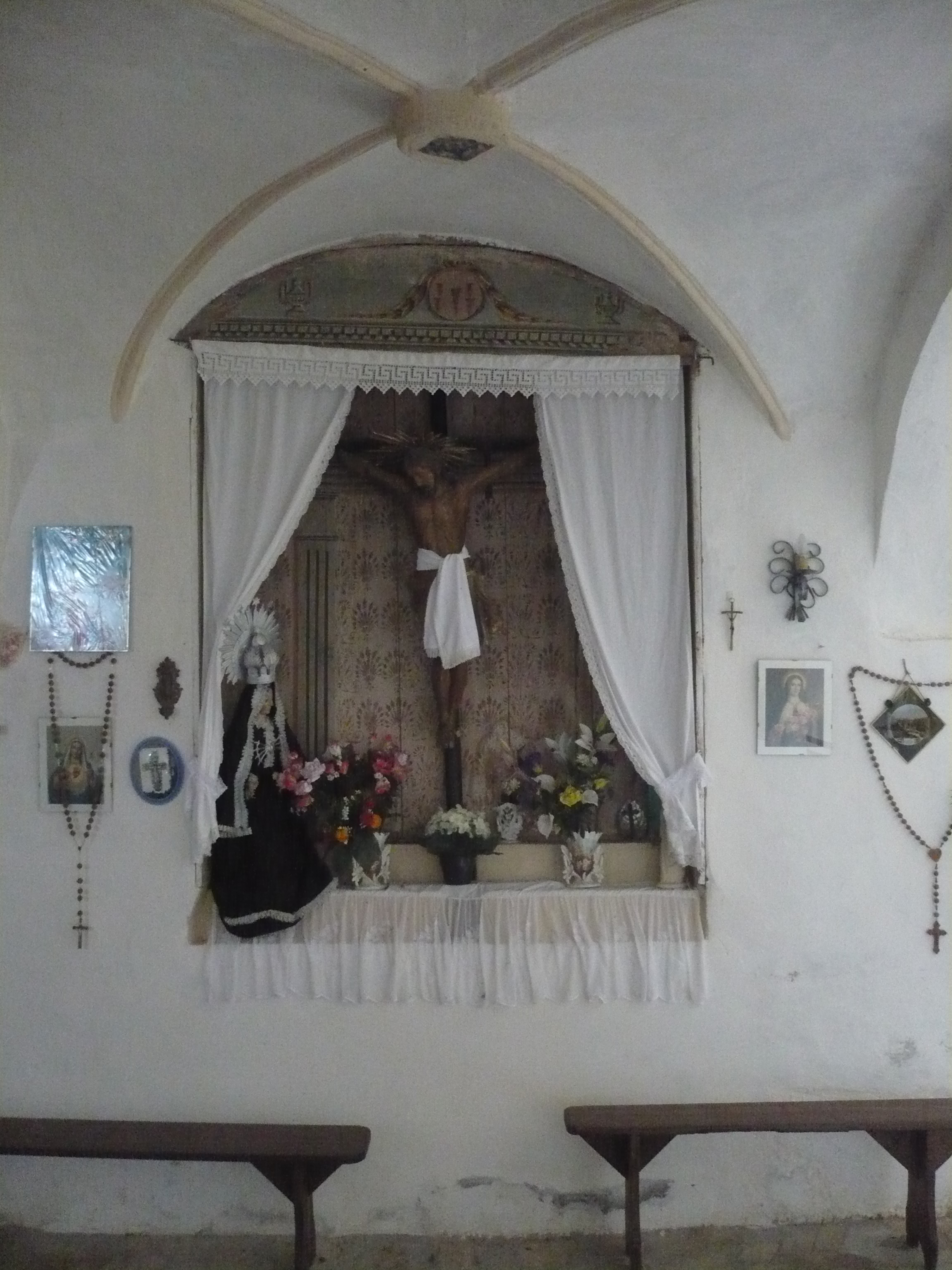
Christ en bois